# Serafini
Serafini ili serafimi (hebr. שָׂרָףsaraf, pl. שְׂרָפִיםserafim, "gorući" ili "goruće munje", grč. σεραφείμ, lat. seraph, pl. seraphim), prema Starom zavjetu, nebeska bića, anđeli koji okružuju Boga i služe mu. U kršćanskoj ikonografiji prikazivani su s tri para krila; jednim parom lete, drugim zakriljuju lice, a trećim pokrivaju noge. Izrijekom se spominju samo u Knjizi proroka Izaije (Iz 6 2-13).
Prema kršćanskoj tradiciji, serafini se nalaze u prvom redu od devet anđeoskih zborova.